# Lovas
Lovas es un municipio de Croacia en el condado de Vukovar-Sirmia.

## Geografía
Se encuentra a una altitud de 120 m s. n. m. a 305 km de la capital nacional, Zagreb.

## Demografía
En el censo 2011 el total de población del municipio fue de 1 214 habitantes, distribuidos en las siguientes localidades:
- Lovas - 869
- Opatovac - 345

| Gráfica de población de Lovas 1857-2011                             |
|                                                                     |
| Según los censos de población de la oficina estadística de Croacia. |